# بییالار د لس کمونرس
بییالار د لس کمونرس (به اسپانیایی: Villalar de los Comuneros) یک شهرستان در اسپانیا است که در استان وایادولید واقع شده‌است.